# Гречаниновы
Не путать с дворянским родом Гречениновы
Гречаниновы — древний дворянский род.
Происходит от иноземца Ивана Андреевича Гречанинова, выехавшего в Россию (1650), служившего в новгородских конных казаках, казачий и стрелецкий голова (1661) и пожалованного поместьем (1673). Потомство его внесено в VI часть дворянской родословной книги Новгородской губернии.

## Описание герба
В щите, разделённом на четыре части, в первой в голубом и четвёртой в красном полях означены два золотых стремени (польский герб Стремя). Во второй части, горизонтально надвое разрезанной в серебряном и зелёном полях, изображён сноп переменных с полями цветов, а в третьей части в чёрном поле пирамидально положены шесть серебряных пушечных ядер.
Щит увенчан дворянскими шлемом и короной. Нашлемник: лев, держащий в правой лапе шпагу. Намёт на щите красный, подложенный золотом. Герб рода Гречаниновых внесён в Часть 7 Общего гербовника дворянских родов Всероссийской империи, стр. 119.

## Известные представители
- Гречанинов Афанасий Николаевич - калужский городской дворянин (1627-1629).
- Гречениновы: Константин Иванович, Иван Юрьевич, Емельян Николаевич, Иван Дмитриевич - московские дворяне (1673-1676).
- Гречанинов Данила Юрьевич - стряпчий (1692)
- Гречанинов Афанасий Борисович - московский дворянин (1692)[3].